# Dave Hoyda
David Allan „Dave“ Hoyda (* 20. Mai 1957 in Edmonton, Alberta; † 8. Februar 2015 in Tulsa, Oklahoma, USA) war ein kanadischer Eishockeyspieler, der im Verlauf seiner aktiven Karriere zwischen 1975 und 1981 unter anderem 144 Spiele für die Philadelphia Flyers und Winnipeg Jets in der National Hockey League (NHL) auf der Position des linken Flügelstürmers bestritten hat.

## Karriere
Hoyda verbrachte seine Juniorenzeit zwischen der unterklassigen Alberta Junior Hockey League (AJHL) und der Western Canada Hockey League (WCHL). Nachdem er in der Saison 1973/74 für die Edmonton Mets in der AJHL verbracht hatte, zog er im Sommer 1974 mit dem Team nach Spruce Grove um, wo er fortan unter dem Namen Spruce Grove Mets am Spielbetrieb teilnahm. Zwar absolvierte er im Verlauf der Spielzeit auch einige Partien für die Edmonton Oil Kings in der höherklassigen WCHL, dennoch gewann er mit den Mets am Saisonende das Double bestehend aus der Carling O’Keefe Trophy der AJHL und dem Centennial Cup der gesamten Canadian Junior Hockey League (CJHL). In der Saison 1975/76 spielte der linke Flügelstürmer hauptsächlich für die Edmonton Oil Kings, ehe er auch mit den Oil Kings umzog. Daher lief er im folgenden Spieljahr für die Portland Winter Hawks in der WCHL auf. Nach dem Saisonende wurde der 20-Jährige sowohl im NHL Amateur Draft 1977 in der dritten Runde an 53. Stelle von den Philadelphia Flyers aus der National Hockey League (NHL) als auch im WHA Amateur Draft 1977 in der siebten Runde an 60. Position von den Edmonton Oilers aus der zu dieser Zeit mit der NHL konkurrierenden World Hockey Association (WHA) ausgewählt.
Der Angreifer entschied sich im Sommer 1977 jedoch nicht, sich den Edmonton Oilers aus seiner Geburtsstadt Edmonton anzuschließen, sondern in die Organisation der Philadelphia Flyers zu wechseln. Dort pendelte er in seiner Rookiesaison zwischen dem NHL-Kader Philadelphias, wo er 41-mal zum Einsatz kam, und dem Farmteam Maine Mariners aus der American Hockey League (AHL). In der Saison 1978/79 avancierte schließlich zum Stammspieler bei den Flyers und kam im gesamten Saisonverlauf auf 70 Partien. Dennoch blieb er im NHL Expansion Draft 1979 von den Flyers ungeschützt und wurde daher von den neu in die Liga aufgenommenen Winnipeg Jets ausgewählt. Bei den Jets gelang es dem Offensivspieler in den beiden folgenden Jahren jedoch nicht, einen Stammplatz zu erhalten. Daher spielte er zumeist für Winnipegs Kooperationspartner, die Tulsa Oilers aus der Central Hockey League (CHL). Nachdem er in diesem Zeitraum lediglich 24 Spiele für die Jets bestritten und sich zum Ende der Saison 1980/81 eine Knieverletzung zugezogen hatte, beendete der 24-Jährige im Sommer 1981 seine aktive Spielerkarriere vorzeitig.
Hoyda verstarb im Februar 2015 im Alter von 57 Jahren in seiner Wahlheimat Tulsa im US-Bundesstaat Oklahoma.

## Erfolge und Auszeichnungen
- 1975 Carling-O’Keefe-Trophy-Gewinn mit den Spruce Grove Mets
- 1975 Centennial-Cup-Gewinn mit den Spruce Grove Mets

## Karrierestatistik
(Legende zur Spielerstatistik: Sp oder GP = absolvierte Spiele; T oder G = erzielte Tore; V oder A = erzielte Assists; Pkt oder Pts = erzielte Scorerpunkte; SM oder PIM = erhaltene Strafminuten; +/− = Plus/Minus-Bilanz; PP = erzielte Überzahltore; SH = erzielte Unterzahltore; GW = erzielte Siegtore; 1 Play-downs/Relegation; Kursiv: Statistik nicht vollständig)